# Le Haillan
Le Haillan é uma comuna francesa na região administrativa da Nova Aquitânia, no departamento da Gironda. Estende-se por uma área de 9,26 km². Em 2010 a comuna tinha 11 527 habitantes (densidade: 1 244,8 hab./km²).